# Michael Francis Burbidge
Michael Francis Burbidge (Filadelfia, 16 giugno 1957) è un vescovo cattolico statunitense, dal 4 ottobre 2016 vescovo di Arlington.

## Biografia
Michael Francis Burbidge è nato a Filadelfia, in Pennsylvania, da Francis Burbidge e Shirley (nata Lilley). Ha un fratello, Francis. Dopo essere stato cresimato, Burbidge ha scelto Francesco come suo nome di confermazione.

### Formazione e ministero sacerdotale
Ha frequentato la Cardinal O'Hara High School di Springfield. Da adolescente ha lavorato in un grande magazzino Sears.
Ha compiuto gli studi ecclesiastici presso il seminario arcidiocesano "San Carlo Borromeo" a Wynnewood dal 1976 al 1984 ottenendo il Bachelor of Arts in filosofia e il Master of Arts in teologia. Successivamente ha ottenuto il Master of Education in amministrazione dell'istruzione presso l'Università di Villanova nel 1994 e il dottorato di ricerca in pedagogia presso l'Università di Immaculata nel 1999.
Il 19 maggio 1984 è stato ordinato presbitero per l'arcidiocesi di Filadelfia nella cattedrale arcidiocesana dal cardinale John Joseph Krol. In seguito è stato vicario parrocchiale della parrocchia di San Bernardo a Filadelfia dal 1984 al 1986; cappellano e insegnante presso la Cardinal O'Hara High School di Springfield dal 1986 al 1990; cappellano e insegnante presso l'Archbishop Wood High School a Warminster dal 1990 al 1991; decano degli studenti al seminario arcidiocesano dal 1991 al 1992; segretario amministrativo del cardinale arcivescovo Anthony Joseph Bevilacqua dal 1992 al 1999; rettore del seminario arcidiocesano "San Carlo Borromeo" a Wynnewood dal 1999 al 2004. Nel 1998 è stato nominato prelato d'onore di Sua Santità.

### Ministero episcopale
Il 21 giugno 2002 papa Giovanni Paolo II lo ha nominato vescovo ausiliare di Filadelfia e titolare di Cluain Iraird. Ha ricevuto l'ordinazione episcopale il 5 settembre successivo nella cattedrale dei Santi Pietro e Paolo a Filadelfia dal cardinale Anthony Joseph Bevilacqua, arcivescovo metropolita di Filadelfia, co-consacranti il vescovo di Allentown Edward Peter Cullen e il vescovo ausiliare di Filadelfia Robert Patrick Maginnis.
Come ausiliare è stato incaricato di diversi uffici della curia, tra i quali vi erano l'ufficio del vicario per il clero, l'ufficio per le comunicazioni e il settimanale diocesano The Catholic Standard & Times, e di una regione dell'arcidiocesi. È stato anche membro del collegio dei consultori, del consiglio presbiterale e del consiglio per il personale presbiterale.

Stemma di monsignor Burbridge come vescovo di Raleigh.

L'8 giugno 2006 papa Benedetto XVI lo ha nominato vescovo di Raleigh. Ha preso possesso della diocesi il 4 agosto successivo con una cerimonia nella cattedrale del Sacro Cuore a Raleigh.
Nel marzo del 2007 un gruppo di manifestanti, alcune presunte vittime di abusi sessuali da parte di chierici si è radunata davanti agli uffici della diocesi di Raleigh, sostenendo che Burbidge si rifiutasse di incontrarli. Il portavoce della diocesi Frank Morock ha negato queste affermazioni, dicendo che la diocesi "è sempre stata molto aperta per qualsiasi vittima che si sia fatta avanti".
Burbidge ha annunciato la costruzione di una nuova cattedrale per la diocesi di Raleigh che sarebbe stata intitolata al Santo Nome di Gesù. I preparativi per la costruzione sono iniziati nel 2013. I lavori sono cominciati nel 2014 e l'edificio è stato completato nel 2017.
Dopo il tornado dell'aprile del 2011, in cui 24 persone sono rimaste uccise e oltre 800 case sono state distrutte, Burbidge ha esortato i cattolici a includere le vittime e i sopravvissuti alle tempeste nelle loro preghiere per la Settimana Santa. Ha invitato le 95 parrocchie e chiese di missione della diocesi di Raleigh a tenere una colletta speciale per finanziare un fondo di soccorso da utilizzare in caso di catastrofe per aiutare i sopravvissuti.
Nel 2012 Burbidge, insieme a Peter Joseph Jugis, vescovo di Charlotte, ha sostenuto il I emendamento della Carolina del Nord, esortando i cattolici dello Stato a votare di questo atto e criticando l'opposizione del presidente degli Stati Uniti Barack Obama a esso. L'emendamento definiva il matrimonio civile come unione tra un uomo e una donna. Coloro che si sono opposti all'emendamento hanno affermato che era discriminatorio nei confronti delle persone LGBTQ. Burbidge ha sostenuto che la legislazione non era discriminazione  e ha ricevuto critiche per il sostegno a tale legge. L'emendamento è stato dichiarato incostituzionale dalla corte federale il 10 ottobre 2014.
Nel maggio del 2012 ha compiuto la visita ad limina.
Nel 2013 Burbidge è stato uno dei tanti leader ecclesiastici a dimostrare sostegno alle proteste del Moral Mondays in Carolina del Nord, un movimento avviato da progressisti religiosi che incoraggiava la disobbedienza civile e chiedeva riforme alle leggi della Carolina del Nord in materia di ambiente, giustizia razziale, uguaglianza di genere, programmi sociali, istruzione e altre questioni, firmando una dichiarazione congiunta con i leader episcopali, luterani, presbiteriani, cattolici romani e metodisti uniti nella Carolina del Nord. In ogni caso non ha permesso ai sacerdoti cattolici di unirsi alle proteste.
Nel 2013 la Survivors Network of those Abused by Priests ha criticato Burbidge e Peter Joseph Jugis, vescovo di Charlotte, per non aver avvertito le famiglie della loro diocesi del trasferimento in Carolina del Nord di Raymond P. Melville, un ex prete cattolico accusato di abusi sessuali nel Maine e nel Maryland.
Il 26 giugno 2015 la Corte Suprema degli Stati Uniti d'America si è pronunciata a favore del matrimonio tra persone dello stesso sesso nella causa Obergefell v. Hodges, legalizzando il matrimonio tra persone dello stesso sesso in tutto il paese. Burbidge ha risposto alla sentenza con una dichiarazione ufficiale dicendo che "la vera definizione di matrimonio non può essere ridefinita dai tribunali" e ha ribadito gli insegnamenti ufficiali della Chiesa cattolica sul matrimonio. Ha concluso la sua dichiarazione dicendo che "dobbiamo trattarci e impegnarci a vicenda nel rispetto reciproco e duraturo".
Nel luglio del 2015 un collegio di tre giudici ha deciso di consentire l'avvio di una causa contro la diocesi di Raleigh per un'accusa di abusi sessuali su minori da parte di un sacerdote. La Corte d'Appello della Carolina del Nord ha respinto le argomentazioni avanzate dagli avvocati che rappresentavano monsignor Burbidge che affermavano che consentire alla causa di avanzare nel processo violerebbe la separazione costituzionale tra Chiesa e Stato. Il caso riguardava le accuse di abusi sessuali su un ragazzo di sedici anni da parte di Edgar Sepulveda, un prete cattolico della missione di Santa Teresa del Bambino Gesù a Beulaville. Sepulveda ha negato le accuse. Era stato arrestato nel 2010 e accusato di reato sessuale di secondo grado e aggressione sessuale, ma le accuse sono state ritirate dai pubblici ministeri della Contea di Brunswick citano la mancanza di prove. Burbidge ha messo padre Sepulveda in congedo amministrativo, proibendogli di visitare qualsiasi parrocchia o scuola cattolica, e lo ha allontanato dalla canonica. Gli accusatori hanno affermato che Burbidge era stato negligente e aveva inflitto ulteriore disagio emotivo alla vittima rifiutando di ordinare a Sepulveda di sottoporsi a test per malattie sessualmente trasmissibili e quindi condividere i risultati con la famiglia della vittima. Gli avvocati di Burbidge hanno negato che i funzionari ecclesiastici fossero a conoscenza delle presunte azioni di Sepulveda.
Il 6 maggio 2016 durante un pranzo per i media, Burbidge ha criticato apertamente il controverso North Carolina Public Facilities Privacy & Security Act, una legge che richiede alle persone di usare solo i servizi igienici che corrispondono al sesso indicato sui loro certificati di nascita e che era considerata discriminatoria nei confronti dei membri della comunità LGBTQ. Burbidge ha proposto che "[...] un altro rimedio alla sfortunata situazione creata dall'ordinanza di Charlotte e HB2 dovrebbe essere preso in considerazione [...]"  e sperava che qualsiasi soluzione legislativa avrebbe dovuto "difendere la dignità umana; evitare qualsiasi forma di fanatismo; rispettare la libertà religiosa e le convinzioni delle istituzioni religiose; lavorare per il bene comune; ed essere discussa in modo pacifico e rispettoso".
Il 4 ottobre 2016 papa Francesco lo ha nominato vescovo di Arlington. Il 29 novembre ha celebrato la sua ultima messa pubblica come vescovo di Raleigh nella chiesa di San Michele Arcangelo a Cary. Ha preso possesso della diocesi il 6 dicembre successivo con una cerimonia nella cattedrale di San Tommaso Moro. Alla messa hanno partecipato oltre 1200 cattolici, inclusi leader cattolici come il cardinale Justin Francis Rigali, arcivescovo emerito di Filadelfia, il cardinale Donald William Wuerl, arcivescovo di Washington, l'allora cardinale Theodore Edgar McCarrick, arcivescovo emerito di Washington, l'arcivescovo metropolita di Baltimora William Edward Lori, e l'arcivescovo Christophe Pierre, nunzio apostolico negli Stati Uniti.
Il 4 ottobre 2016 la Survivors Network of those Abused by Priests ha criticato la nomina di Burbidge, sostenendo che non aveva mostrato alcuna leadership nella crisi degli abusi sessuali nella Chiesa.
Il 6 ottobre 2016 Burbidge ha rilasciato una dichiarazione in cui ha promesso di continuare l'azione della diocesi a favore delle vittime di abusi sessuali da parte di chierici e di raggiungere personalmente le vittime. Ha continuato il programma di sensibilizzazione, tenendo messe per la guarigione delle vittime di abusi.
Nel mese di gennaio del 2017, Burbidge ha parlato contro l'ordine esecutivo 13679 del nuovo presidente degli Stati Uniti Donald Trump che impediva a rifugiati e immigrati da Libia, Sudan, Somalia, Siria, Iran, Iraq e Yemen di entrare negli Stati Uniti per 90 giorni, limitava il numero degli arrivi di rifugiati negli Stati Uniti a 50 000 per il 2017, sospendeva il programma di ammissione dei rifugiati degli Stati Uniti per 120 giorni e impediva ai profughi della guerra civile siriana di entrare negli Stati Uniti a tempo indeterminato. Burbidge ha incoraggiato i cattolici americani a contattare i funzionari da loro eletti e dare voce alla loro opposizione alla nuova politica e pregare per la riforma dell'immigrazione, affermando che la diocesi di Arlington e le altre comunità cattoliche avrebbero continuato a essere ospitali verso i rifugiati.
Il 26 luglio 2017 Burbidge, accompagnato dal suo successore Luis Rafael Zarama Pasqualetto, nominato da poche settimane, è tornato nella diocesi di Raleigh per celebrare la messa e tenere l'omelia per la cerimonia di dedicazione della cattedrale del Santo Nome di Gesù.
Dopo l'Unite the Right rally che ha avuto luogo tra l'11 e il 12 agosto 2017 a Charlottesville, in Virginia, per protestare contro la rimozione della statua di Robert Edward Lee a Emancipation Park, Burbidge ha definito gli eventi che sono seguiti "tristi e scoraggianti". Ha continuato a condannare la violenza, il razzismo, il fanatismo, l'odio e la "superiorità autoproclamata", denunciando "ogni forma di odio come peccato".
Il 22 agosto 2017 padre William Aitcheson, sacerdote della diocesi di Arlington, ha ammesso di essere stato membro del Ku Klux Klan mentre studiava presso l'Università del Maryland negli anni '70. Dopo che il sacerdote ha annunciato che avrebbe temporaneamente lasciato il suo incarico presso la chiesa di San Leone Magno a Fairfax, Burbidge ha rilasciato una dichiarazione che si riferisce al passato di Aitcheson come "triste e profondamente preoccupante", sperando che la sua conversione del cuore ispirasse altri.
Nel settembre del 2017 Burbidge ha risposto alla decisione del presidente degli Stati Uniti Donald Trump di revocare la politica Deferred Action for Childhood Arrivals invitando i cattolici a mantenere tutte le persone protette dal DACA e tutti i funzionari governativi nelle loro preghiere. Ha definito la decisione di Trump "scoraggiante" e ha affermato che il governo degli Stati Uniti ha la responsabilità di proteggere coloro che si trovano nel paese sotto la protezione del DACA.
Il 3 agosto 2018 Burbidge ha espresso la sua rabbia e tristezza per le accuse di abusi sessuali contro l'ormai ex cardinale Theodore Edgar McCarrick. Ha affermato che i vescovi devono essere ritenuti responsabili delle loro azioni.
Il 13 febbraio 2019 Burbidge e Barry Christopher Knestout, vescovo di Richmond, hanno pubblicato un elenco dei chierici che erano stati credibilmente accusati di abusi sessuali nelle loro diocesi tra il 1974 e il 2019.
Nel dicembre del 2019 ha compiuto una seconda visita ad limina.
Nel 2018 gli è stato diagnosticato un cancro alla prostata che è stato trattato attraverso un intervento chirurgico il 27 novembre.
In seno alla Conferenza dei vescovi cattolici degli Stati Uniti è membro del comitato per il clero, la vita consacrata e le vocazioni; del sottocomitato per il catechismo e del sottocomitato per l'audit.
Per il Pontificio consiglio per la promozione dell'unità dei cristiani è co-presidente del dialogo internazionale cattolico-pentecostale.
Oltre all'inglese, conosce lo spagnolo.

## Genealogia episcopale
La genealogia episcopale è:
- Cardinale Scipione Rebiba
- Cardinale Giulio Antonio Santori
- Cardinale Girolamo Bernerio, O.P.
- Arcivescovo Galeazzo Sanvitale
- Cardinale Ludovico Ludovisi
- Cardinale Luigi Caetani
- Cardinale Ulderico Carpegna
- Cardinale Paluzzo Paluzzi Altieri degli Albertoni
- Papa Benedetto XIII
- Papa Benedetto XIV
- Cardinale Enrico Enriquez
- Arcivescovo Manuel Quintano Bonifaz
- Cardinale Buenaventura Córdoba Espinosa de la Cerda
- Cardinale Giuseppe Maria Doria Pamphilj
- Papa Pio VIII
- Papa Pio IX
- Cardinale Alessandro Franchi
- Cardinale Giovanni Simeoni
- Cardinale Antonio Agliardi
- Cardinale Basilio Pompilj
- Cardinale Adeodato Piazza, O.C.D.
- Cardinale Luigi Raimondi
- Vescovo Francis John Mugavero
- Cardinale Anthony Joseph Bevilacqua
- Vescovo Michael Francis Burbidge